# Pulogede
Pulogede is een bestuurslaag in het regentschap Tuban van de provincie Oost-Java, Indonesië. Pulogede telt 2073 inwoners (volkstelling 2010).